# Piwigo
Piwigo (ранее — PhpWebGállery) — бесплатная система управления контентом (CMS), предназначенная для создания сайта-фотогалереи. Система обладает широким функционалом, а благодаря свободно распространяемым расширениям легко настраивается для конкретных задач. Написана на языке PHP, а в качестве базы данных использует MySQL. В отличие от других аналогов (например, Flickr или Picasa), имеет открытый исходный код и распространяется на условиях лицензии GNU GPL. В настоящее время проект активно поддерживается сообществом пользователей и разработчиков.

## Возможности
Водяные знакиПри загрузке фотографии система может автоматически наложить на неё водяной знак, дабы защитить фотографию от нежелательного копирования;
Работа с метаданнымиИспользование EXIF/IPTC метаданных при заполнении свойств фотографии, таких как заголовок, ключевые слова и дата её создания;
Работа с видеофайламиБлагодаря свободно распространяемым расширениям Piwigo также может быть использован для работы с видеофайлами;
Наличие web APIВыполняются действия из других приложений, таких трансляция миниатюр из галереи Piwigo в блок на Wordpress (например, при помощи плагина PiwigoPress).

## Развертывание
Ряд компаний оказывает услуги хостинга для Piwigo, в частности Piwigo.com предлагает пользователям простой способ создания без необходимости установки программного обеспечения на их собственный веб-сервер.

## История
Первые версии движка в 2001 году для личных целей разработал французский программист Пьеррик Ле Голль. Вдохновленный открытым веб-форумом phpBB, установленном на сайте его университета, он выбрал лицензию GPL для распространения своей системы и начал создавать сообщество вокруг своего проекта. Весной 2002 года была выпущена первая версия системы под названием PhpWebGallery.
В 2002 году система стала многоязычной. Для командной разработки в 2004 году был установлен багтрекер. PhpWebGallery была переименована в Piwigo 15 февраля 2009 года. По состоянию на 2013 год в команде разработчиков Piwigo находится 10 человек, а еще 100 являются переводчиками. Веб-сайт проекта доступен на 12 языках.

### Комментарии
1. ↑  локализация на русском языке присутствует